# Friedrich Eduard Behrens
Friedrich Eduard Behrens (kurz: Fritz Behrens, * 17. Dezember 1836 in Groß Lafferde; † 7. Juni 1920 in Hannover) war ein deutscher Industrieller und Philanthrop. Er war unternehmerisch im Bereich des Braunkohlebergbaus im Rheinischen Revier tätig und verfügte testamentarisch die Gründung einer gemeinnützigen Stiftung, die bis in die Gegenwart als Fritz-Behrens-Stiftung tätig ist.

## Leben
Friedrich Eduard Behrens wurde 1836 in Groß Lafferde als Sohn eines Landwirtes geboren und besuchte in seinem Heimatort die Volksschule. Anschließend absolvierte er das Real- und Handelsinstitut in Hildesheim sowie eine vierjährige Ausbildung zum Kaufmann in Peine. Nach Tätigkeiten in Hamburg, Harburg und in Sachsen war er 1872 an der Gründung einer Eisengroßhandlung in Dortmund und ein Jahr später an der Entstehung des „Brühl-Godesberger Vereins für Braunkohlenverwertung AG“ beteiligt, durch den die Förderung und Verwertung von Braunkohle im Rheinland begann. 1903 gründete er die bergrechtliche Gewerkschaft „Vereinigte Ville“.
Friedrich Eduard Behrens, der 1881 von Berlin nach Hannover übergesiedelt war, wurde dort 1908 zum Kommerzienrat ernannt sowie mit mehreren preußischen und oldenburgischen Orden ausgezeichnet. Er betätigte sich in vielfältiger Weise philanthropisch und spendete an verschiedene wissenschaftliche, kulturelle und soziale Institutionen, so unter anderem an die Kaiser-Wilhelm-Gesellschaft zur Förderung der Wissenschaften, an den Deutschen Schulschiffverein und an die Städtische Galerie Hannover. Er starb 1920 in Hannover und galt zum Zeitpunkt seines Todes als der reichste Mann der Stadt.
Friedrich Eduard Behrens war ein Wohltäter seiner Geburts- und Heimatgemeinde. Er spendete u. a. seinem Geburtsort eine neue Schule, den Wasserturm Groß Lafferde und die Wasserversorgung des Ortes. Der Wasserturm steht in unmittelbarer Nähe seines Geburtshauses.

## Grabmal

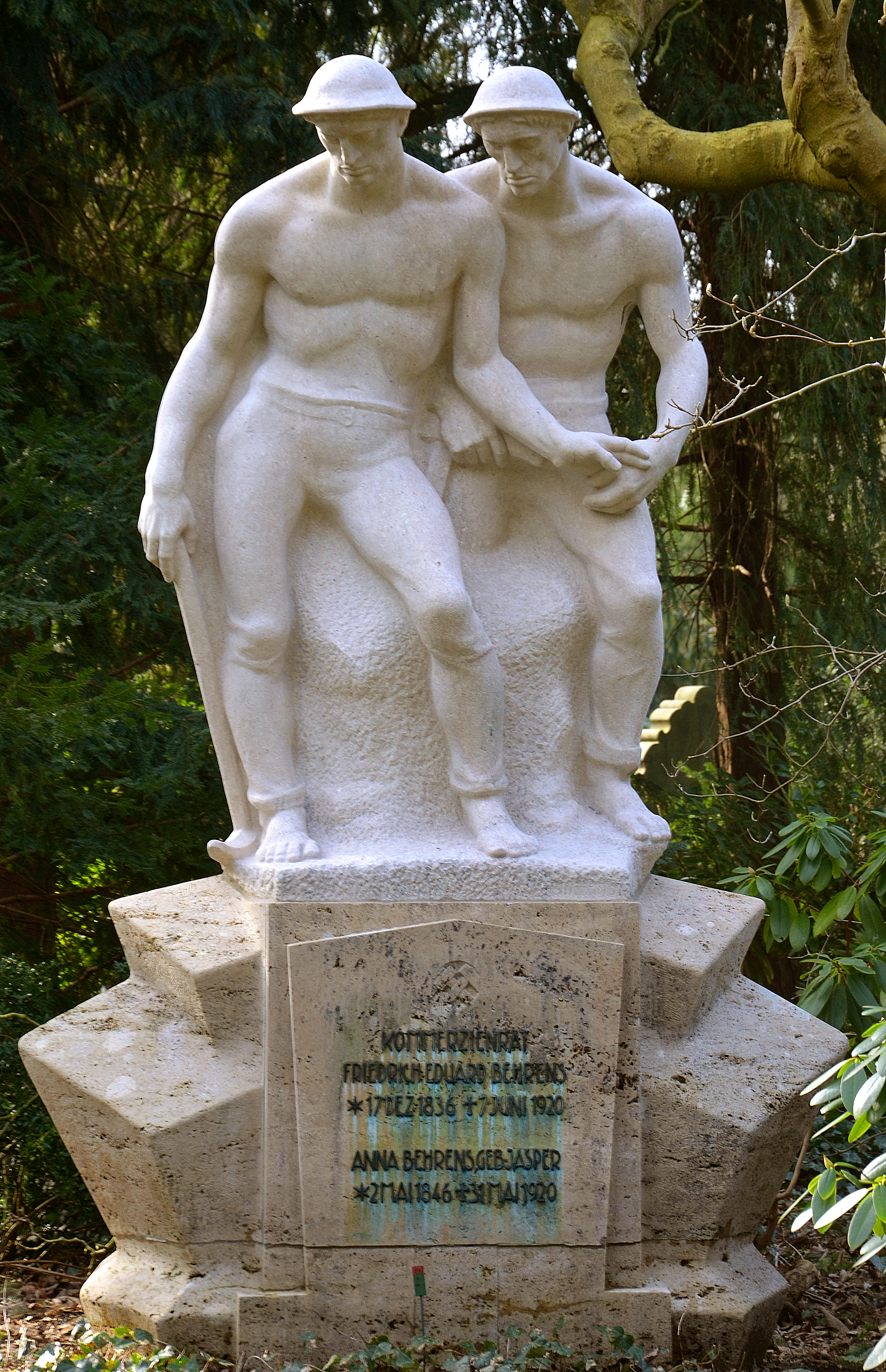
Zwei Bergleute des Bildhauers Georg Herting als Grabmal für Fritz Behrens und Anna, geborene Jasper (2. Mai 1846 – 31. Mai 1920) auf dem Stadtfriedhof Engesohde

Das Grabmal Behrens, nach Plänen des Bildhauers Georg Herting mit der Darstellung von Bergleuten, findet sich auf dem Stadtfriedhof Engesohde Abteilung 6, Grabnummer 98a-98d.

## Nachwirken

### Die Fritz-Behrens-Stiftung
→ Hauptartikel siehe Fritz-Behrens-Stiftung
Dem Testament von Friedrich Eduard Behrens entsprechend wurde aus seinem Vermögen eine Stiftung zur Förderung der Kunst, des Denkmalschutzes, der Wohltätigkeit und der Wissenschaft gegründet, die unter dem Namen „Fritz-Behrens-Stiftung“ bis in die Gegenwart tätig ist.

### Weitere Namensnennungen
Nach Friedrich Eduard Behrens benannt wurden unter anderem:
- die Fritz-Behrens-Allee in Hannover; der Weg bestand schon 1745 am Schiffgraben und wurde 1930[3] zwischen dem Neuen Haus und dem Zoo Hannover umbenannt;[1]
- die Behrensstraße in Hürth-Berrenrath;
- die Kommerzienrat-Behrens-Straße in seinem Geburtsort Groß Lafferde;
- der aus Fördermitteln der Fritz-Behrens-Stiftung finanzierte und von 1981 bis 2009 von der Deutschen Gesellschaft zur Rettung Schiffbrüchiger betriebene Seenotrettungskreuzer Fritz Behrens.